# رودلف وثار
رودلف وثار (بالألمانية: Rudolf Lothar)‏ (و. 1865 – 1943 م) هو مؤلف، وصحفي، وكاتب، وواضع كلمات الأوبرا نمساوي، ولد في بودابست، توفي في بودابست، عن عمر يناهز 78 عاماً.

## وصلات خارجية
- رودلف وثار على موقع IMDb (الإنجليزية)
- رودلف وثار على موقع ميوزك برينز (الإنجليزية)
- رودلف وثار على موقع أول موفي (الإنجليزية)
- رودلف وثار على موقع قاعدة بيانات برودواي على الإنترنت (الإنجليزية)
- رودلف وثار على موقع قاعدة بيانات الأفلام السويدية (السويدية)
- رودلف وثار على موقع قاعدة بيانات الفيلم (الإنجليزية)
- رودلف وثار على موقع كينوبويسك (الروسية)